# Andrew Loog Oldham
Andrew Loog Oldham (ur. 28 stycznia 1944) – angielski producent muzyczny. Od maja 1963 do sierpnia 1967 menedżer i producent grupy The Rolling Stones.

## Życiorys
Zanim został menedżerem The Rolling Stones, pracował dla projektantki mody Mary Quant oraz był kelnerem i szatniarzem w Ronnie Scott’s Jazz Club. Zajmował się także medialną promocją wykonawców, m.in. Briana Hylanda i Little Evy. Przez krótki okres współpracował także z grupą The Beatles.